# Bogasonia
Bogasonia is een geslacht van weekdieren uit de klasse van de Gastropoda (slakken).

## Soorten
- Bogasonia gorjachevi Chaban, 1998
- Bogasonia volutoides Warén, 1989